# 索洛緬諾耶湖

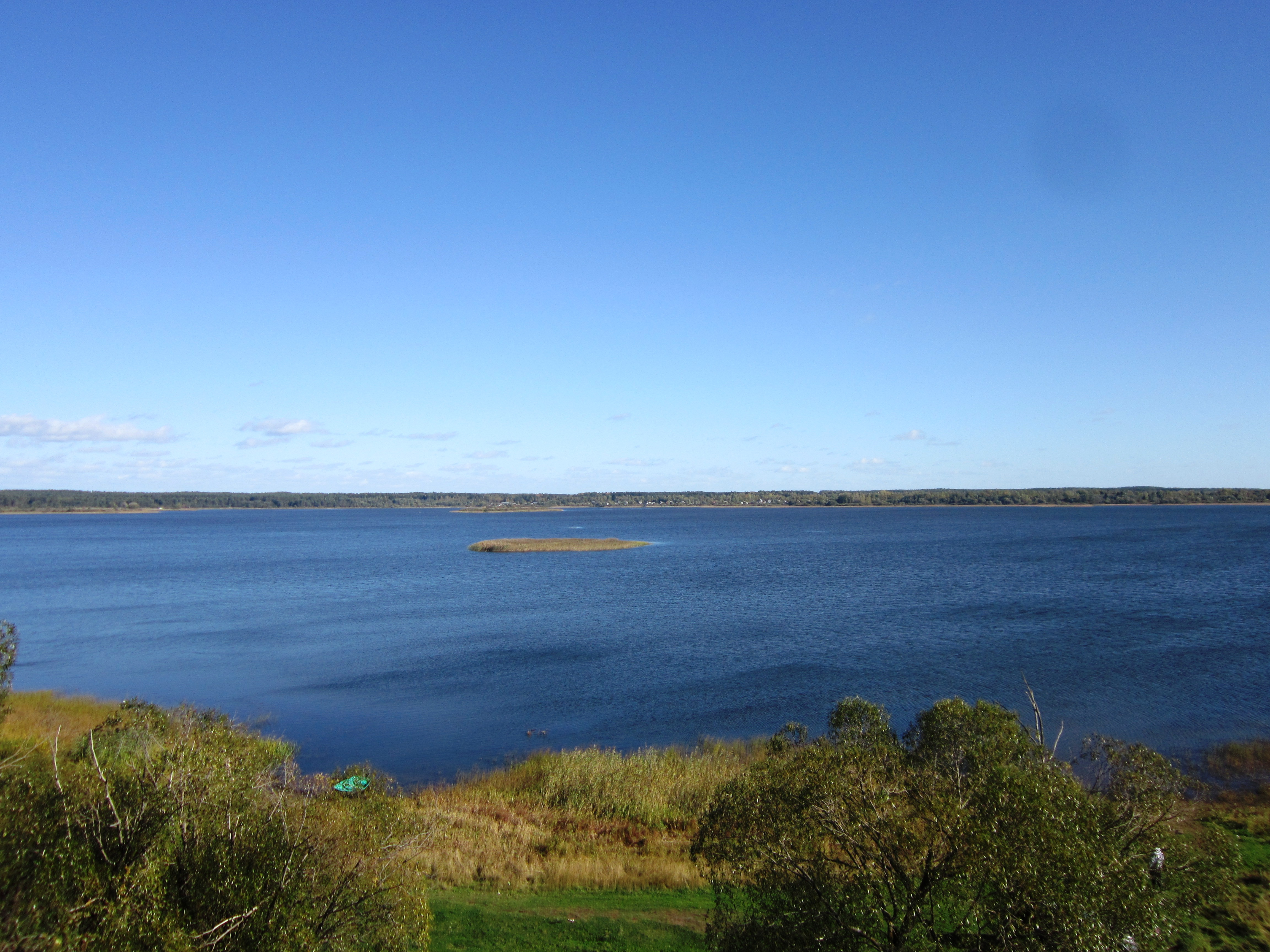

索洛緬諾耶湖（俄语：Соломенное），是俄羅斯的湖泊，位於該國西北部特維爾州，長6.3公里、寬2.4公里，面積8平方公里，海拔高度176米，湖岸線長度15.1公里，最大水深3.5米。
56°28′15″N 31°40′05″E / 56.4708°N 31.6681°E